# Neighborhood 1 (Tunnels)
Singles de Arcade Fire
Neighborhood #2 (Laïka)
Neighborhood #1 (Tunnels) est une chanson du groupe de rock indépendant canadien Arcade Fire. Il s'agit de la première pièce de Funeral, le premier album du groupe.

## Structure inhabituelle
Comparé à la plupart des chansons qui suivent la structure couplet/refrain/couplet, Tunnels est plutôt inhabituelle avec son « post-refrain » et son « pré-couplets » :
1. Introduction (0:00 - 0:25)
2. Pré-couplet (0:25 - 0:38)
3. Pont (0:38 - 0:47)
4. Pré-couplet (0:47 - 1:08)
5. Pont (1:08 - 1:16)
6. Couplet (1:16 - 1:52)
7. Refrain (1:52 - 2:22)
8. Couplet (2:22 - 3:00)
9. Refrain (3:00 - 3:22)
10. Post-refrain (3:22 - 3:44)
11. Pont (3:44 - 4:27)
12. Fin (4:27 - 4:48)